# Yana Daniëls
Yana Daniëls (* 8. Mai 1992 in Belgien) ist eine belgische Fußballspielerin. Sie steht derzeit beim Liverpool FC Women unter Vertrag und spielte 2011 erstmals für die belgische Nationalmannschaft.

## Karriere

### Vereine
Yana Daniëls begann ihre Karriere 2008 bei den Oud-Heverlee Löwen. Anschließend spielte sie für VV St. Truiden. Nachdem sie zwischenzeitlich erneut für Oud-Heverlee gespielt hatte, wechselte sie 2012 zu Lierse SK. Im Jahr 2014 wurde sie vom FC Twente Enschede verpflichtet. Nachdem sie sich von ihrer Verletzung beim Zypern-Cup 2015 erholt hatte, spielte Daniëls beim RSC Anderlecht. Im Juni 2017 wurde sie von Bristol City verpflichtet, einem Verein, der in der FA Women’s Super League spielte. Im Juli 2018 wechselte sie zum Liverpool FC Women. Ab Sommer 2019 spielte sie erneut für Bristol City. Nach zwei Saisons bei Bristol City kehrte sie im Juni 2021 wieder zu Liverpool zurück.

### Nationalmannschaft
Daniëls spielte zunächst für die belgische U-17-Mannschaft und U-19-Mannschaft. Für die U-17 erzielte sie vier Tore in neun Spielen und für die U-19 drei Tore in elf Spielen. Am 20. August 2011 kam sie bei einem Freundschaftsspiel gegen Russland erstmals für die belgische Nationalmannschaft zum Einsatz. Bei der Fußball-Europameisterschaft der Frauen 2017 kam sie in allen drei Gruppenspielen zum Einsatz. Außerdem spielte sie beim Zypern-Cup 2019 für Belgien.

## Erfolge
FC Twente Enschede
- KNVB-Pokal: 2014/15